# Bodenhoffs Plads
Bodenhoffs Plads er en gade og et område, der ligger i den nordøstlige del af Christianshavn i København. Gaden går fra Prinsessegade i sydøst til Christianshavns Kanal i nordvest, der adskiller gaden og området fra Grønlandske Handels Plads. Mod nord er området adskilt fra Holmen af Trangraven. Der er dog forbindelse til begge områder over den trebenede Trangravsbroen.

## Historie
Området blev inddæmmet af Andreas Bodenhoff fra 1766 og frem og fik navnet Bodenhoffs Plads efter ham. Området var oprindeligt adskilt fra resten af Christianshavn af en kanal ligesom Bjørnsholm på den anden side af Christianshavns Kanal, der var blevet inddæmmet nogle år før af Andreas Bjørn. Området blev oprindeligt benyttet til opmagasinering af tømmer. I 1771 etablerede Bodenhoff desuden et skibsværft på stedet. Bodenhoff døde i 1794.
Omkring 1830 blev området overtaget af Joseph Hambro og var derefter kendt som Hambros Plads. Hambro anlagde en rismølle og en svinefold på stedet. I 1830 installeredes Danmarks første dampmaskine, der drev et værk til afskalning af risene. Skallerne blev brugt som foder til svinene, som efterfølgende kom til at indgå i Danmarks første konservesfabrik. Hambro anlagde desuden et bageri, der forsynede de mange skibe i området. Joseph Hambros søn, Carl Joachim Hambro, flyttede til London, hvor han grundlagde Hambros Bank.

## Bygninger
Nr. 8 og 10 er fra 1901 og opført efter tegninger af Erik Schiødte og Rogert Møller. Nr. 12 er fra 1904 og opført efter tegninger af N.P. Larsen og G. Larsen.
Den nordlige del af området blev ryddet af Dansk Totalenterprise i begyndelsen af 1970'erne, med undtagelse af et stort pakhus fra Islandske Handel. Området Islands Plads (Bodenhoffs Plads 1-17/Prinsessegade 81-95) blev bebygget i 1975-1978 for Lejerbo efter tegninger af Thorvald Dreyer. Den gamle pakhus (Bodenhoffs Plads 1-5) rummer 40 lejligheder.